# Rhabdomantis
Rhabdomantis là một chi bướm ngày thuộc họ Bướm nâu.